# Assemblea Mondiale delle Assemblee di Dio
Le Assemblee di Dio o Assemblea Mondiale delle Assemblee di Dio (World Assemblies of God Fellowship) è un movimento cristiano evangelico di matrice pentecostale.

## Storia
Le Assemblee di Dio hanno radici nel convegno del 1914 tenutosi a Hot Springs, Arkansas, Stati Uniti, dove diversi ministri e Chiese pentecostali riunirono e organizzarono una comunione di Chiese di medesime dottrine e prassi. I suoi ministri fondatori hanno lasciato la Chiesa di Dio in Cristo in disaccordo con la sua leadership prevalentemente minoritaria.
Dopo la seconda guerra mondiale, le Assemblee di Dio americane sono entrate in rapporti con altri gruppi pentecostali all'estero, come le Assemblee di Dio in Italia.
Nel luglio 1988 un consiglio pentecostale generale e internazionale ufficialmente noto come "Assemblea mondiale delle Assemblee di Dio" (World Assemblies of God Fellowship) fu fondato a Springfield (Missouri), negli Stati Uniti.

## Dottrina
Secondo la loro dichiarazione di fede, le Assemblee di Dio credono nella Bibbia, nella morte di Gesù per la salvezza dei credenti, praticano il battesimo nell'acqua e credono nel battesimo dello Spirito Santo col segno di parlare in 
lingue.

## Statistiche
Nel 2018 l'organizzazione affermava di avere 144 associazioni nazionali in 190 paesi, 375 310 chiese e 69 200 000 membri.